# Idea Prokom Open 2004
Idea Prokom Open 2004 - тенісний турнір, що проходив на відкритих кортах з ґрунтовим покриттям у Сопоті (Польща). Це був сьомий за ліком Warsaw Open. Належав до серії International в рамках Туру ATP 2004, а також до серії Tier III в рамках Туру WTA 2004. Тривав з 9 до 15 серпня 2004 року.
У чоловічих змаганнях майбутня перша ракетка світу 18-річний Рафаель Надаль виграв свій перший титул ATP. Майбутня переможниця одного з турнірів Великого Шолома Флавія Пеннетта також виграла свій перший титул WTA в одиночному розряді серед жінок.

## Переможниці та фіналістки

### Одиночний розряд, чоловіки
Рафаель Надаль —  Хосе Акасусо, 6–3, 6–4

### Парний розряд, чоловіки
Франтішек Чермак /  Леош Фридль —  Мартін Гарсія /  Себастьян Прієто, 2–6, 6–2, 6–3

### Одиночний розряд, жінки
Флавія Пеннетта —  Клара Закопалова, 7-5, 3-6, 6-3

### Парний розряд, жінки
Нурія Льягостера Вівес /  Марта Марреро —  Клаудія Янс /  Алісія Росольська, 6–4, 6–3